# Persone di nome Nemanja
| Questa pagina contiene informazioni ricavate automaticamente dalle voci biografiche con l'ausilio del template Bio e di un bot. L'aggiornamento è periodico e automatico e ricostruisce completamente la pagina. Se manca una persona in questa lista, sei pregato di non aggiungerla, ma accertati piuttosto che la sua voce biografica contenga il template Bio e che i dati anagrafici siano correttamente compilati. Se il template Bio manca, inseriscilo tu stesso o, in alternativa, metti l'avviso {{tmp\|Bio}} che ne segnala la mancanza. Se i dati riportati sono sbagliati, correggi direttamente la voce biografica; le modifiche saranno visibili in questa lista entro pochi giorni. Per chiarimenti vedi il progetto antroponimi. La lista contiene solo le 86 persone che sono citate nell'enciclopedia e per le quali è stato implementato correttamente il template Bio. Pagina aggiornata al 16 ott 2024. |

Questa è una lista di persone presenti nell'enciclopedia che hanno il prenome Nemanja, suddivise per attività principale.

## Allenatori di calcio(1)
- Nemanja Miljanović, allenatore di calcio e ex calciatore svedese (Teslić, n. 1971)

## Allenatori di pallacanestro(1)
- Nemanja Ćalasan, allenatore di pallacanestro e ex cestista serbo (Foča, n. 1985)

## Cestisti(20)
- Nemanja Aleksandrov, ex cestista serbo (Belgrado, n. 1987)
- Nemanja Arnautović, ex cestista serbo (Užice, n. 1990)
- Nemanja Bešović, cestista serbo (Podgorica, n. 1992)
- Nemanja Bezbradica, cestista serbo (Tenin, n. 1993)
- Nemanja Bjelica, ex cestista serbo (Belgrado, n. 1988)
- Nemanja Dangubić, cestista serbo (Pančevo, n. 1993)
- Nemanja Đurić, ex cestista e allenatore di pallacanestro jugoslavo (Belgrado, n. 1936)
- Nemanja Gordić, cestista bosniaco (Mostar, n. 1988)
- Nemanja Jaramaz, ex cestista serbo (Nikšić, n. 1991)
- Nemanja Kapetanović, cestista serbo (Belgrado, n. 1997)
- Nemanja Krstić, cestista serbo (Kladovo, n. 1993)
- Nemanja Milošević, cestista montenegrino (Antivari, n. 1987)
- Nemanja Mitrović, ex cestista bosniaco (Sarajevo, n. 1990)
- Nemanja Nedović, cestista serbo (Nova Varoš, n. 1991)
- Nemanja Nenadić, cestista serbo (Belgrado, n. 1994)
- Nemanja Protić, cestista serbo (Čačak, n. 1986)
- Nemanja Radović, cestista montenegrino (Berane, n. 1991)
- Nemanja Todorović, cestista serbo (Čačak, n. 1991)
- Nemanja Vranješ, cestista montenegrino (Sanski Most, n. 1988)
- Nemanja Đurišić, cestista montenegrino (Podgorica, n. 1992)

## Judoka(1)
- Nemanja Majdov, judoka serbo (Istočno Sarajevo, n. 1996)

## Pallanuotisti(1)
- Nemanja Ubović, pallanuotista serbo (Belgrado, n. 1991)

## Pallavolisti(2)
- Nemanja Mašulović, pallavolista serbo (Niš, n. 1995)
- Nemanja Petrić, pallavolista serbo (Prijepolje, n. 1987)